# Marcos Augusto Bucio Mújica
Marcos Bucio Mújica (México, D. F., 8 de enero de 1955) es un político, diplomático y escritor mexicano. Hoy es el Secretario General del Instituto Mexicano del Seguro Social de México. Recibió las llaves de la ciudad de El Paso, Texas y de la Cruces, Nuevo México cuando se desempeñó como Cónsul General de México en El Paso, Texas. Fue Diputado Federal en la LVII Legislatura de 1997-2000. 
En 2020 fue invitado por Esteban Moctezuma Barragán, para ocupar el cargo de Subsecretario de Educación Básica con el presidente Andrés Manuel López Obrador.

## Formación
Realizó sus estudios de licenciatura en Administración Pública y Ciencia Política en la UNAM - Universidad de Occidente de Sinaloa (UDO). Obtuvo un Diplomado en Administración Pública en el Instituto Nacional de Administración Pública (INAP) y un Diplomado en Protección Consular en el Instituto Matías Romero (SRE). Se ha especializado en temas de estrategia política y educación. Así como alumno destacado en Washington D. C. por el Gobierno de USA, sobre Public Administration en 1992.

## Trayectoria
Se desempeñó como Secretario Particular del Gobernador del Estado de Sinaloa. Participó en el desarrollo de los siguientes proyectos: Construcción del puerto de Topolobampo, la carretera Mochis - Estación Don, carretera Culiacán – Mazatlán, construcción de la Marina de Mazatlán, Centro Histórico de Mazatlán y desarrollo del proyecto urbano de Tres Ríos en Culiacán.
En el año 1992, participó en el Acuerdo Nacional para la Modernización de la Educación Básica (federalismo educativo), como coordinador de Participación Social de la Secretaría de Educación Pública.
En 1993, se desempeñó como director general de Talles Gráficos de la Nación.
De 1994 a 1997, estuvo a cargo de la Coordinación de Delegaciones de la Secretaría de Agricultura, Ganadería y Desarrollo Rural. 
Se desempeñó como diputado federal en la LVII Legislatura (1997-2000). Presidió la Comisión de Agricultura y fue Secretario de la Comisión de Hacienda y Crédito Público.
Presentó y fueron aprobadas dos modificaciones a la Constitución Política de los Estados Unidos Mexicanos.
- Reforma al artículo 113 para incorporar la Responsabilidad Patrimonial del Estado al orden jurídico mexicano .
- Reforma al artículo 115 para brindar mayores atribuciones e ingresos a los ayuntamientos, entre ellos el derecho de alumbrado público.

Además, presentó la iniciativa de Ley para Desgravar el Ahorro Voluntario de los Trabajadores, fortalecer el sistema de ahorro para el retiro y simplificar el régimen fiscal en favor de los asalariados (AFORES). La iniciativa fue aprobada por la H. Cámara de Diputados.
De 2006 a 2012, fungió como Coordinador de Relaciones Institucionales de la Comisión Federal de Electricidad.  
Fue Oficial Mayor de la Secretaría de Agricultura, Ganadería, Desarrollo Rural, Pesca y Alimentación. Participó activamente en las negociaciones para el relanzamiento comercial con China, con lo cual se logró el envío del primer cargamento comercial de berries de Jalisco y Michoacán a ese país asiático. En el 2014 se logró el mayor número de exportaciones agropecuarias en la historia. 
En marzo de 2016 fue nombrado Cónsul General de México en El Paso, Texas, y ratificado por el Senado de la República el 21 de abril de 2016. Durante su gestión recibió las llaves de la ciudad de El Paso, Texas y de la Cruces, Nuevo México.
En 2019, fue invitado por el presidente Andrés Manuel López Obrador para ocupar el cargo de Subsecretario de Educación Básica, bajo la titularidad del Secretario Esteban Moctezuma Barragán, cargo que ocupó hasta el 15 de febrero de 2021. Participó activamente en la construcción del Nuevo Acuerdo Nacional Educativo que derivó en la aprobación por el Congreso del nuevo artículo tercero constitucional y sus leyes secundarias, Ley General de Educación, Ley para la Carrera de las Maestras y Maestros y Ley del Sistema para la Mejora Continua de la Educación. Durante la emergencia sanitaria por el SARS-CoV2 fue Coordinador-responsable del programa Aprende en Casa para educación inicial, preescolar, primaria y secundaria, que garantizó la continuidad educativa en el país.
Se incluyó en el ciclo escolar 2020 – 2021, la asignatura de “Vida Saludable” en el Sistema Educativo (educación primaria y secundaria).
El 1 de marzo de 2021, se integra como Secretario General del Instituto Mexicano del Seguro Social, bajo la dirección de Zoé Robledo Aburto.
Durante su trayectoria política ha sido catedrático en la Universidad Autónoma de México - UNAM en el área de Sociología y Ciencia Política. Es autor de los libros Régimen Actual y la Responsabilidad Patrimonial del Estado (Publicado por el Instituto Nacional de Administración Pública INAP – 1999), Dos Visiones para el Triunfo (Editorial Miguel Ángel Porrúa - 2005), Suma de Restas (Editorial Conocimiento y Saber siglo XXI - 2007), La Segunda Alternancia (Editorial Miguel Ángel Porrúa - 2015) y Crónica de un despido (Editorial Miguel Ángel Porrúa - 2022).
Lideró diversas iniciativas para mejorar la calidad de la atención médica y ampliar la cobertura de seguridad social en México. Durante su gestión, se impulsó la construcción y equipamiento de la Unidad de Cuidados Intensivos Neonatales (UCIN) en el Hospital General de Zona n.º 3 de Mazatlán. Esta unidad, que fue una prioridad en la agenda del secretario Bucio Mújica, inició operaciones en el último trimestre de 2023, y se espera que brinde atención de calidad a recién nacidos que requieran cuidados intensivos en la región.